# Theodor Kjellander
Nils Theodor Salomon Kjellander, född 3 juli 1859 i Karlskrona, Blekinge län, död 22 mars 1911 i Motala, Östergötlands län, var en svensk musiklärare och tonsättare. 
Kjellander genomgick Musikkonservatoriet i Stockholm 1878–1880 och blev 1891 musiklärare i Motala. Han komponerade visor, pianosaker samt några med bifall i Stockholm givna operetter (Don Ranudo och Figaro i slyngelåren).